# Machimus biljici
Machimus biljici là một loài ruồi trong họ Asilidae. Machimus biljici được Adamovic miêu tả năm 1959. Loài này phân bố ở vùng Cổ Bắc giới.